# メチル栄養細菌
メチル栄養細菌(メチロトローフ)はメタン、メタノールやメチルアミンなどのC-C結合を持たない有機化合物を利用する細菌をいう。
メタンモノオキシゲナーゼを有し、メタンを酸化できるものは特にメタン栄養細菌(メタノトローフ)と呼んで区別することがある。また、炭素原子が１つの有機化合物のみを炭素源として利用するものは偏性メチル栄養細菌、それ以外の炭素化合物を利用できる場合は通性メチル栄養細菌に分けられる。メチル栄養細菌はC-C結合を持たない有機化合物を酸化してホルムアルデヒドとする。ホルムアルデヒドをリブロース一リン酸経路で利用するものはI型メチル栄養細菌、セリン経路を利用するものはII型メチル栄養細菌に分類される。

## I型メチル栄養細菌(リブロース一リン酸経路利用)

### 偏性メチル栄養細菌
- メチロカルドゥム属-メチロコッカス属-メチロサルシナ属-メチロシヌス属-メチロスファエラ属-メチロバシラス属-メチロピラ属-メチロファーガ属-メチロボルス属-メチロミクロビウム属-メチロモナス属

### 通性メチル栄養細菌
- アシドモナス属-アンキロバクター属-キサントバクター属-パラコッカス属

## II型メチル栄養細菌(セリン経路使用)

### 偏性メチル栄養細菌
- メチロシスティス属-メチロピラ属-メチロシヌス属

### 通性メチル栄養細菌
- ヒフォミクロビウム属-メチロカプサ属-メチロセラ属-メチロバクテリウム属